# Oleria
Oleria är ett släkte av fjärilar. Oleria ingår i familjen praktfjärilar.

## Bildgalleri

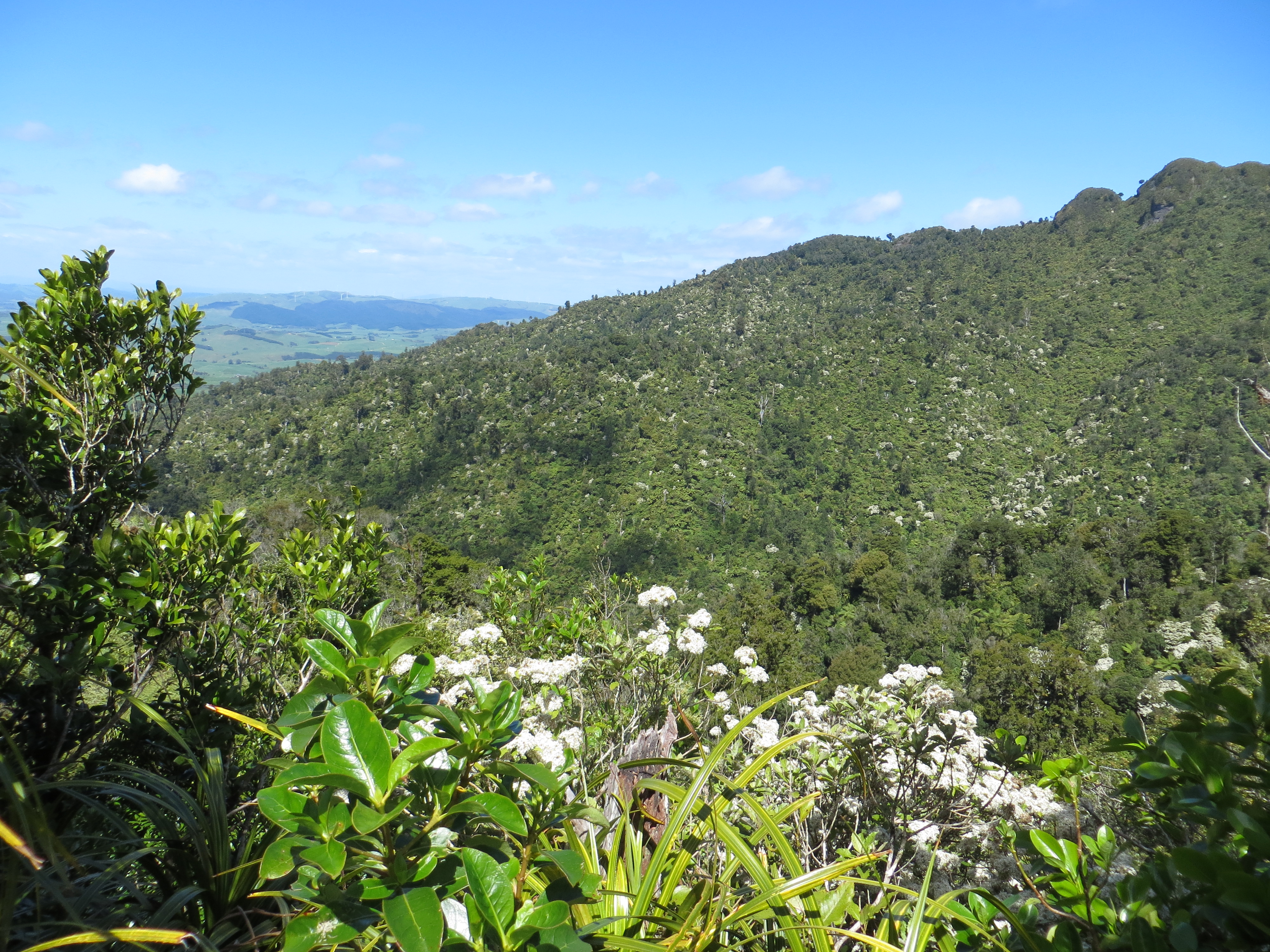

## Dottertaxa tillOleria, i alfabetisk ordning[1]
- Oleria aegle
- Oleria agarista
- Oleria alexina
- Oleria amalda
- Oleria amaldina
- Oleria amazona
- Oleria antaxis
- Oleria aquata
- Oleria assimilis
- Oleria astraea
- Oleria astrea
- Oleria athalina
- Oleria attalia
- Oleria attalita
- Oleria baizana
- Oleria banjana
- Oleria bioculata
- Oleria bocca
- Oleria borilis
- Oleria brisotis
- Oleria burchelli
- Oleria caucana
- Oleria chanchamayana
- Oleria clio
- Oleria completa
- Oleria confluens
- Oleria crispinilla
- Oleria cuneata
- Oleria cyrene
- Oleria cytharista
- Oleria daguana
- Oleria denuda
- Oleria deronda
- Oleria derondina
- Oleria diazi
- Oleria didymaea
- Oleria divisa
- Oleria dolabella
- Oleria enania
- Oleria epicharme
- Oleria epimakrena
- Oleria escura
- Oleria estella
- Oleria fasciata
- Oleria faunula
- Oleria flexibilis
- Oleria flora
- Oleria fumata
- Oleria ghislandii
- Oleria graciella
- Oleria gunilla
- Oleria hemina
- Oleria hippodamia
- Oleria idalie
- Oleria idina
- Oleria ilerda
- Oleria ilerdina
- Oleria ilerdinoides
- Oleria inelegans
- Oleria innocentia
- Oleria itacoaiensis
- Oleria janarilla
- Oleria latifascia
- Oleria lerda
- Oleria lerdina
- Oleria liisa
- Oleria lota
- Oleria lubilerda
- Oleria luisa
- Oleria machadoi
- Oleria maerenda
- Oleria magnifica
- Oleria makrena
- Oleria makrenita
- Oleria manora
- Oleria modesta
- Oleria morphenoe
- Oleria onega
- Oleria padilla
- Oleria pagasa
- Oleria paula
- Oleria perspicua
- Oleria peruvicola
- Oleria phemonoe
- Oleria phenomoe
- Oleria pitonia
- Oleria placidina
- Oleria polymacula
- Oleria praemona
- Oleria priscilla
- Oleria pseudegra
- Oleria quadrata
- Oleria quinatina
- Oleria quintina
- Oleria radina
- Oleria ramona
- Oleria romani
- Oleria rubescens
- Oleria santineza
- Oleria sarilis
- Oleria semiligena
- Oleria serdolis
- Oleria sexmaculata
- Oleria solida
- Oleria speciosa
- Oleria stradopsis
- Oleria subosa
- Oleria susiana
- Oleria synnova
- Oleria tabera
- Oleria taliata
- Oleria tapio
- Oleria thiemei
- Oleria tigilla
- Oleria tremona
- Oleria valida
- Oleria vicina
- Oleria victorina
- Oleria victorine
- Oleria virina
- Oleria zarepha
- Oleria zea
- Oleria zelica